# 26 Большой Медведицы
26 Большой Медведицы (лат. 26 Ursae Majoris), HD 82621 — одиночная звезда в созвездии Большой Медведицы на расстоянии приблизительно 269 световых лет (около 82 парсеков) от Солнца. Видимая звёздная величина звезды — +4,46m. Возраст звезды оценивается как около 147 млн лет.

## Характеристики
26 Большой Медведицы — белая звезда спектрального класса A0Vn. Масса — около 2,16 солнечных, радиус — около 2,2 солнечных, светимость — около 99,2 солнечных. Эффективная температура — около 9757 К.